# Xylocopa combusta
Xylocopa combusta är en biart som beskrevs av Smith 1854. Den ingår i släktet snickarbin, och familjen långtungebin. Inga underarter finns listade i Catalogue of Life. Arten förekommer i Afrika.

## Beskrivning
Xylocopa combusta är ett stort, svart bi med svart behåring på huvud och mellankropp, och rödaktiga, borstiga hår på bakkroppen.

## Taxonomisk konflikt
Pauly et al. har nyligen (2018) framfört åsikten att arten kan vara en färgform av Xylocopa flavorufa, men menar att det i så fall är X. flavorufa som bör byta namn till X. combusta. Närmare bestämt menar forskarna att det är varianten X. flavorufa var. harrarensis som bör betraktas som en synonym till X. combusta.

## Utbredning
Arten förekommer i Somalia, Etiopien, Sierra Leone, Ekvatorialguinea, Kongo-Kinshasa, Tanzania, Angola och Moçambique.

## Ekologi
Xylocopa combusta är ett primitivt socialt bi som kan få två generationer med totalt fyra kullar per år. Den ursprungliga modern, drottningen, är det äggläggande biet, medan vissa av hennes döttrar stannar kvar i boet och främst utför vaktsysslor.
Som nästan alla snickarbin (med undantag för ett undersläkte, Proxylocopa) bygger arten bon i dött eller murknande trä. Denna art utnyttjar trädarter som Cordia monoica (i familjen strävbladiga växter), eukalyptussläktet (familjen myrtenväxter), Euphorbia abyssinica (familjen törelväxter), sykomor (familjen mullbärsväxter), Juniperus procera (familjen cypressväxter) och Afrocarpus gracilior (familjen podokarpväxter). Som hos alla snickarbin får ägget näring med sig i form av pollen och nektar i boets larvcell; hos denna art förekommer det också ofta att drottningen matar både larverna och de unga, fullbildade bina.